# Buceros mindanensis
Buceros mindanensis, "sydlig rostnäshornsfågel", är en fågel i familjen näshornsfåglar inom ordningen härfåglar och näshornsfåglar. Den betraktas oftast som underart till rostnäshornsfågel (Buceros hydrocorax), men urskiljs sedan 2014 som egen art av Birdlife International, IUCN och Handbook of Birds of the World. Taxonet kategoriseras av IUCN som sårbar.
Fågeln förekommer i södra Filippinerna och delas in i två underarter med följande utbredning:
- B. m. semigaleatus – Samar, Calicoan, Buad, Biliran, Leyte, Bohol och Panaon i östcentrala Filippinerna
- B. m. mindanensis – Dinagat, Siargao, Bucas, Mindanao, Talicud, Balut och Basilan i sydöstra Filippinerna